# Pliciloricus
Genre
Pliciloricus est un genre de loricifères de la famille des Pliciloricidae.

## Liste des espèces
Selon World Register of Marine Species (16 juil. 2011) :
- Pliciloricus corvus Gad, 2005
- Pliciloricus diva Gad, 2009
- Pliciloricus dubius Higgins & Kristensen, 1986
- Pliciloricus enigmaticus Higgins & Kristensen, 1986
- Pliciloricus gracilis Higgins & Kristensen, 1986
- Pliciloricus hadalis Kristensen & Shirayama, 1988
- Pliciloricus leocaudatus Heiner & Kristensen, 2005
- Pliciloricus orphanus Higgins & Kristensen, 1986
- Pliciloricus pedicularis Gad, 2005
- Pliciloricus profundus Higgins & Kristensen, 1986
- Pliciloricus senicirrus Gad, 2005
- Pliciloricus shukeri Heiner & Kristensen, 2005

et
- Pliciloricus cavernicola Heiner, Boesgaard & Kristensen, 2009

## Publication originale
- Higgins & Kristensen, 1986 : New Loricifera from southeastern United States coastal waters. Smithsonian Contributions to Zoology, n. 438, p. 1-70 (texte intégral).